# Friestas
Friestas ist eine Gemeinde (Freguesia) im nordportugiesischen Kreis Valença der Unterregion Minho-Lima.

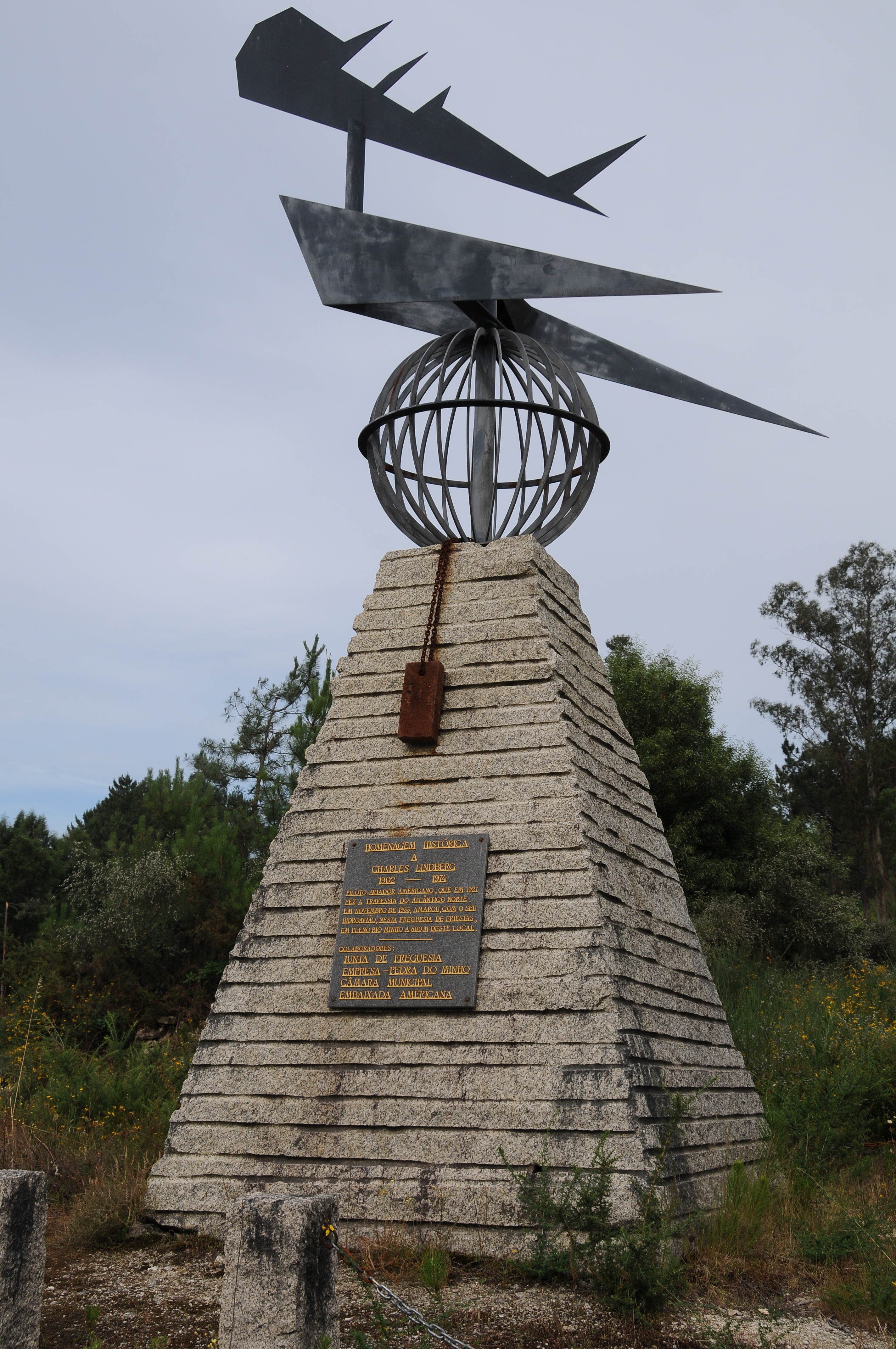
Denkmal für Charles Lindbergh

 In ihr leben 513 Einwohner (Stand 19. April 2021).

## Bauwerke
- Igreja de São Fins de Friestas

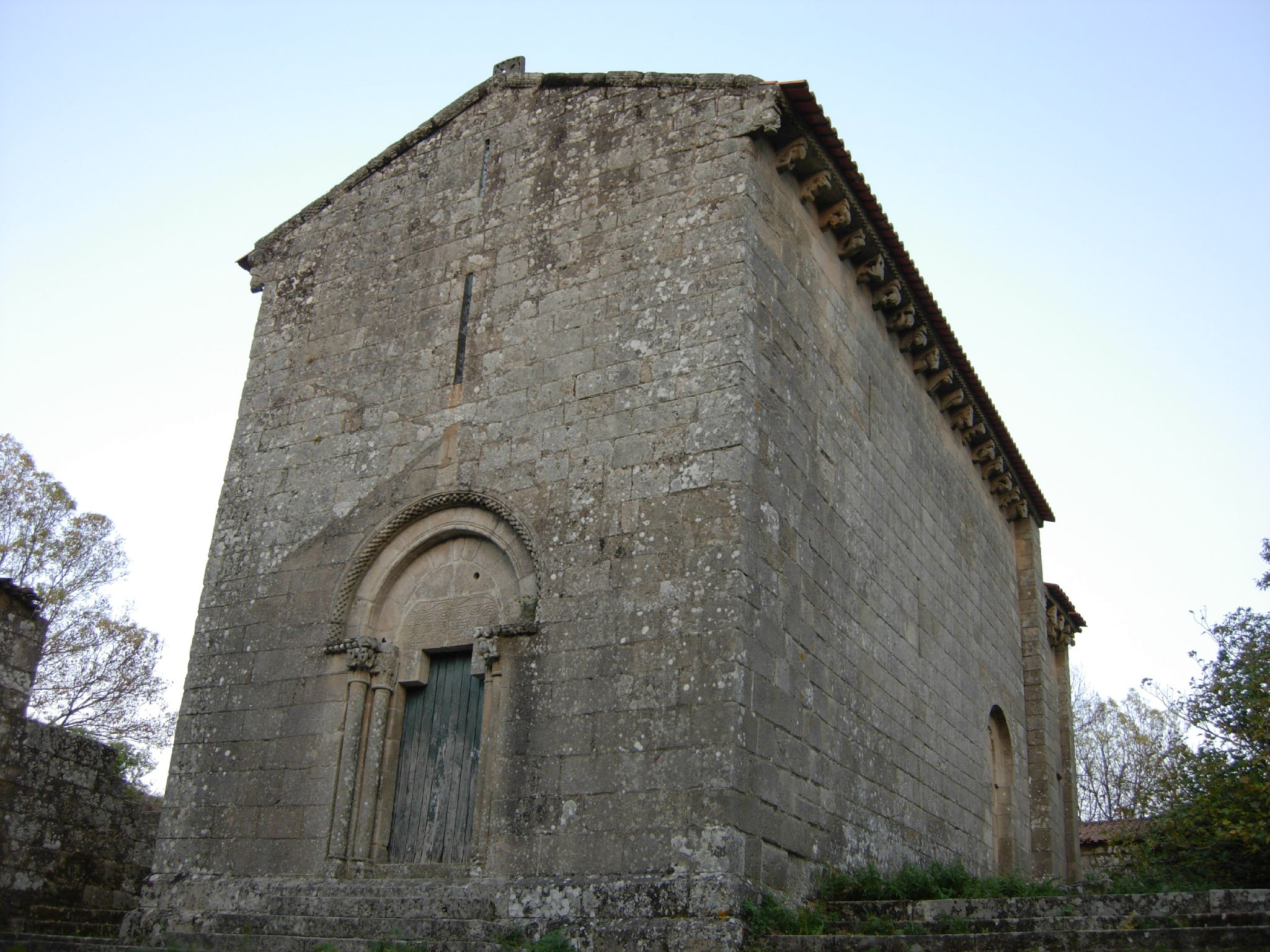
Kirche São Fins de Friestas

- Portal da Quinta do Crasto bei Casa do Crasto oder Ponte do Manco
- Denkmal für Charles Lindbergh